# Stadio Atatürk (Elâzığ)
L Stadio Atatürk di Elâzığ è un impianto sportivo situato ad Elâzığ, in Turchia. È lo stadio di casa dell'Elazığspor Kulubü e dell'Elazığ Belediyespor Kulübü e ha una capienza di 13 000 posti a sedere.
Il campo misura 65 × 100 m ed è completamente in erba naturale.
Il terreno di gioco ha un impianto di drenaggio ed un impianto di riscaldamento del manto erboso.